# Chuyển hóa lipid
Chuyển hóa lipid là quá trình tổng hợp và phân giải chất béo trong tế bào, và cũng liên quan đến quá trình phân giải hoặc dự trữ chất béo để dự trữ năng lượng. Những chất béo này thu được từ thức ăn hoặc được tổng hợp trong gan của động vật. Tạo lipid là quá trình tổng hợp các chất béo. Phần lớn các chất béo tìm thấy trong cơ thể con người từ trong thức ăn là chất béo trung tính và cholesterol. Các loại lipid khác được tìm thấy trong cơ thể là các axit béo và lipid màng. Chuyển hóa lipid thường được coi là quá trình tiêu hóa và hấp thu chất béo có trong thức ăn; Tuy nhiên, có hai nguồn chất béo sinh vật có thể sử dụng nhằm thu năng lượng: tiêu thụ chất béo có trong chế độ ăn và chất béo dự trữ. Động vật có xương sống và con người sử dụng cả hai phương pháp để biến chất béo thành nguồn năng lượng cho các cơ quan như tim hoạt động. Vì chất béo là các phân tử kỵ nước, chúng cần được hòa tan trước khi quá trình chuyển hóa của chúng bắt đầu. Chuyển hóa lipid thường bắt đầu bằng phản ứng thủy phân, xảy ra với sự hỗ trợ của các enzyme khác nhau trong hệ tiêu hóa. Chuyển hóa lipid cũng tồn tại ở thực vật, mặc dù các quá trình khác nhau theo một số cách nếu so sánh với động vật. Bước thứ hai sau khi thủy phân là hấp thụ các axit béo vào các tế bào biểu mô của thành ruột. Trong các tế bào biểu mô, các axit béo được đóng gói và vận chuyển đến phần còn lại của cơ thể.

## Tiêu hóa lipid
Tiêu hóa là bước đầu tiên để bắt đầu chuyển hóa lipid, và đây là quá trình phá vỡ các chất béo trung tính thành các đơn vị monoglyceride nhỏ hơn với sự trợ giúp của các enzyme lipase. Tiêu hóa chất béo bắt đầu trong miệng thông qua quá trình tiêu hóa hóa học bằng lipase trong miệng. Cholesterol thì không bị phá vỡ bởi lipase và vẫn còn nguyên vẹn cho đến khi nó đi vào các tế bào biểu mô của ruột non. Lipid sau đó tiếp tục đến dạ dày, quá trình biến đổi hóa học tiếp tục với lipase của dạ dày và biến đổi cơ học thì mới bắt đầu (nhu động). Tuy nhiên, phần lớn sự tiêu hóa và hấp thu lipid xảy ra một khi chất béo đi tới ruột non. Chất tiết từ tuyến tụy (lipase tụy và lipase phụ thuộc muối mật) được tiết vào ruột non để giúp phân hủy chất béo trung tính, cùng với quá trình biến đổi cơ học, lipid được biến đổi cho đến khi chúng chỉ còn là các đơn vị axit béo riêng lẻ có thể hấp thu vào tế bào biểu mô ruột non. Lipase tuyến tụy có nhiệm vụ báo hiệu sự thủy phân chất béo trung tính thành các axit béo tự do và các glycerol tự do.